# 口袋餅乾
口袋餅乾（日语：ポケットビスケッツ，暱稱），日本已解散的歌唱團體，出自於日本綜藝節目火焰大對抗（日语：ウッチャンナンチャンのウリナリ!!）的節目單元。在節目中，這個團體會與另一個團體黑色餅乾進行對抗遊戲。成員有內村光良、千秋以及宇藤鈴木。這個團體於1995年組成，在2000年後結束活動和解散。

## 成員

### Teru（内村テル，又譯「阿照」）
由內村光良飾演，他擔任樂團製作人，團長與鍵盤手。在初登場時，他的角色被設定為南南見一也（南原清隆飾）雇用的居酒屋店長，年紀為71歲。

### Chiaki（坂本千秋）
藤本千秋飾演，樂團主唱。在登場時，她的角色被設定為居酒屋的女服務生，12歲，從小夢想成為歌手。

### Udo（独活野大木，宇藤(ウド)鈴木）
鈴木任紀飾演，負責Keytar，吉他手及鼓手。初登場時，被設定為27歲。

## 作品

### 單曲
- 《Rapturous Blue》發行日期：1996年4月17日。
- 《YELLOW YELLOW HAPPY》發行日期：1996年9月7日
- 《Red Angel》發行日期：1997年1月22日
- 《GREEN MAN》發行日期：1997年6月18日
- 《POWER》發行日期：1998年7月22日
- 《Days/My Diamond》發行日期：1999年7月23日

「GREEN MAN」是這6張單曲收錄的歌曲當中，唯一由宇藤鈴木擔任主唱的歌曲，其他歌曲均為千秋主唱。
「My Diamond」因為在與黑色餅乾的發行單曲對抗中落敗(當時黑色餅乾要出的單曲為「時機」)而母帶被銷毀，後來在出單曲「Days」時由於在對抗節目審查委員的比賽中獲勝而一併發行。
1999年2月，3人還曾經單飛各出1張單曲。千秋為「瑪格麗特(マーガレット)」，TERU為「蔚藍居民(青の住人)」，宇藤為「真心(まごころ)」，其中「真心」為吉他演奏曲。

### 專輯
- 《Colorful》（發行日期：1997年7月16日）
- 《THANKS》（發行日期：2000年3月24日）

### 影像作品
- （發行日期：1997年7月30日）
- （發行日期：1997年7月30日）
- （發行日期：1998年11月18日）
- （發行日期：2000年6月28日）
- （發行日期：2002年5月22日）

### 書籍
- （出版日期：1997年10月）